# Quorum quenching
En biologia, el quorum quenching (QQ) és el procés de desactivació dels sistemes d'estímuls i respostes correlacionats amb la densitat de població de bacteris, o quorum sensing (QS).

## Relació entrequorum sensingiquorum quenching
Malgrat tractar-se d'organismes unicel·lulars –i, per tant, no diferenciats– i haver estat considerats no cooperatius, els bacteris disposen de sofisticats mecanismes que els permeten detectar i respondre a determinades condicions ambientals (canvis de temperatura, disponibilitat de nutrients, oxigen, pressió i pH). A més a més, recentment ha estat comprovat que els bacteris també són capaços de produir i respondre a senyals extracel·lulars produïts per altres bacteris, la qual cosa els permet comunicar-se entre ells i donar una resposta col·lectiva als canvis en el medi. Aquest tipus de comunicació és el que es coneix com a quorum sensing (QS) i té un paper molt important en la sincronització de l'expressió gènica i la coordinació funcional entre comunitats bacterianes. Aquests bacteris alliberen, detecten i responen a l'acumulació de petites molècules de senyalització química, la majoria de les quals estan involucrades en la regulació de factors de virulència. D'entre aquests senyals de QS, les AHLs (N-acilhomoserin lactones) són una de les famílies de senyals de comunicació entre cèl·lules més ben caracteritzades i són pròpies de bacteris gramnegatius. Cal destacar, però, que el fenomen del quorum sensing no només es limita al regne bacteri, sinó que alguns eucariotes unicel·lulars com ara alguns fongs patògens també són capaços d'utilitzar senyals QS per coordinar funcions biològiques.
Donat que diverses espècies bacterianes utilitzen el quorum sensing per augmentar els seus avantatges competitius (producció d'antibiòtics, mobilitat, formació d'espores, conjugació sexual, etc.), és racional que els competidors també puguin tenir desenvolupats certs mecanismes per desarmar el sistema QS i guanyar l'avantatge de competència. Així, mentre alguns bacteris s'estan comunicant amb cèl·lules veïnes, uns altres es dediquen a interrompre aquesta comunicació, tot creant una carrera armamentista constant entre la comunicació intercel·lular.
Aquests mecanismes d'inactivació del quorum sensing reben el nom de quorum quenching (QQ) i consisteixen en la inactivació de senyals QS, generalment mitjançant la producció d'enzim específics. D'aquesta manera, el que s'aconsegueix és atenuar l'expressió dels factors de virulència de determinades espècies bacterianes sense reduir-ne el seu creixement. Atès que els hostes eucariotes es troben freqüentment amb microbis patògens, no resulta sorprenent que aquests organismes superiors també hagin desenvolupat mecanismes de quorum quenching.

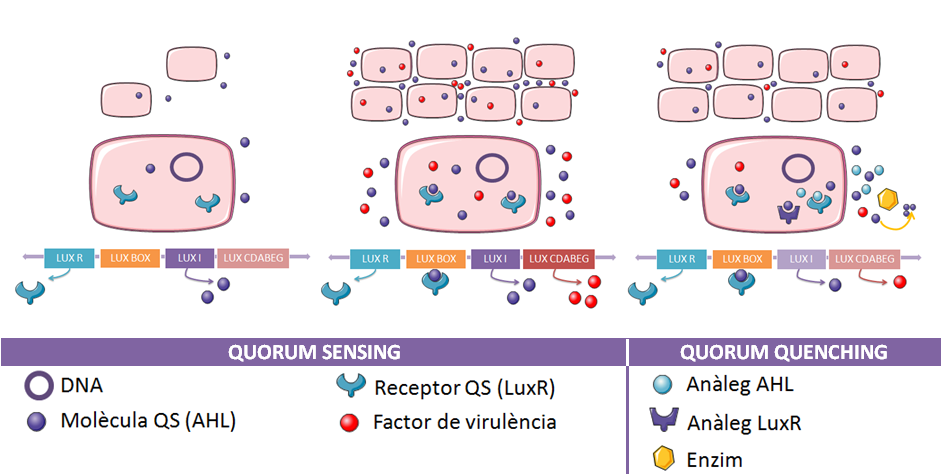
Model esquemàtic de quorum sensing i quorum quenching.

## Mecanismes
Els mecanismes de QQ operen mitjançant el bloqueig dels diferents passos implicats en el QS. A baixa densitat de població, la inhibició de la generació i l'acumulació de senyals i es produeix mitjançant el bloqueig de la síntesi de la molècula senyal. A altes densitats de població, els mecanismes de QQ consisteixen en la inactivació del receptor del senyal de QS mitjançant molècules antagòniques o la degradació del senyal mitjançant enzims.

## Enzims implicats en el QQ. Degradació d'AHLs
La degradació enzimàtica dels senyals acil-homoserín lactones (AHLs) és una de les estratègies utilitzades per inhibir el QS i actualment és la més coneguda.
Els senyals AHL són molècules basades en un anell lactona (HSL) al que hi ha unit un àcid gras. Aquest àcid gras constitueix la cadena lateral i proporciona variabilitat a la molècula, ja que pot variar en la seva longitud o en els seus substituents. Aquesta estructura comporta que la degradació es pugui produir de 4 maneres diferents, a partir de 4 reaccions. Dues d'aquestes reaccions comportarien el trencament de l'anell de lactona i serien provocades per una lactonasa o una descarboxilasa. Les altres dues separarien l'àcid gras de l'anell HSL mitjançant l'acció d'una acilasa (amidasa) o una deaminasa. Fins ara, només dos d'aquests enzims han sigut identificats: la lactonasa i l'acilasa.
A més a més d'aquests enzims, s'han trobat dos grups més d'enzims que podrien servir per bloquejar els senyals del QS:
El primer d'aquests grups actua contra la lactona. Aquest grup d'enzims amb activitat lactonasa està format per enzims PONs o paraoxonases.
El segon grup no destrueix els senyals AHL, com sí que fan els altres, sinó que les modifica. Aquests enzims s'anomenen oxidoreductases.
De la majoria d'aquests enzims es coneix la seva estructura i que provoquen, però el procés de catàlisi que porten a terme encara no és clar, tot i que hi ha diversos models al respecte.

### Lactonases
El primer enzim que es va trobar del grup de les lactonases que intervenen en el QQ (EC 3.1.1.81) va ser l'enzim AiiA.
L'enzim AiiA va ser purificat per primera vegada d'un bacteri grampositiu del gènere Bacillus i va ser posteriorment classificat com un enzim hidrolitzador d'AHL.
L'AiiA (AHL-lactonasa) és un enzim metàl·lic que té una longitud de 252 aminoàcids i que conté dos ions zinc (Zn2+) en el centre actiu. Aquests ions metàl·lics són essencials pel trencament de l'enllaç éster de l'anell de lactona i el correcte plegament de l'enzim. La histidina que es troba enllaçada als ions o els residus d'aspartat i Tyr-194 demostren la seva activitat catalítica.
Forma part d'una superfamília anomenada metalo-β-lactamasa. Aquesta superfamília està composta per un gran nombre de proteïnes sense metalls, amb un ió zinc o amb dos ions zinc o ferro.
Posteriorment s'han anat trobant altres enzims semblants a l'AiiA que realitzen les mateixes accions però que són sintetitzats en altres bacteris. El primer d'aquests va ser l'AttM, trobat als Agrobacterium.
Recentment, han sigut identificats altres enzims d'aquest grup. Això ha permès estendre la diversitat de les proteïnes de la família de les lactonases. La gran majoria d'aquests enzims són dependents del Zn2+ o altres metalls i van ser trobats en bacteris del gènere Bacillus, Agrobacterium, Rhodococcus o Klebsiella entre d'altres.
Tots tenen com a funció catalitzar la següent reacció:
En aquesta reacció d'hidròlisi l'aigua reacciona amb l'AHL trencant l'enllaç éster de l'anell de lactona. Això succeeix perquè l'aigua ataca aquest enllaç originant un grup hidroxil i un carboxil.
L'activitat de l'AiiA no es veu afectada per diferències en la llargada o substitució de la cadena àcida dels AHLs, però altres enzims si que actuen únicament en molècules amb una cadena específica.

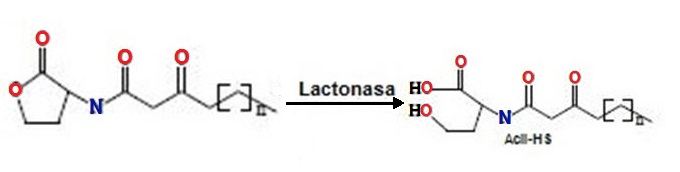
Reacció lactonasa

### Acilases (amidases)
El primer enzim d'aquest grup va ser trobat en un bacteri gramnegatiu, el Variovorax paradoxus, el qual mostrava una àmplia capacitat de degradació de les molècules AHL. Els gens que codifiquen aquest enzim, però, encara no s'han trobat.
A partir d'aquest enzim s'han trobat altres que catalitzen la mateixa reacció. Els que es coneixen bé són:
AiiD: Aquest enzim va ser trobat en el bacteri Ralstonia sp. XJ12B. És un polipèptid de 794 aminoàcids que forma part de la superfamília de les Ntn-hidrolases (nucleofil N-terminal).
Aquest enzim actua sobre molècules d'AHL amb la l'àcid gras llarg o curt de la mateixa manera.
PvdQ (EC 3.5.1.97): Poc després del descobriment de l'AiiD es va trobar aquest enzim en el bacteri P. aeruginosa. Aquest enzim és molt similar a l'AiiD i forma part de la mateixa superfamília que aquest.
QuiP: Va ser descobert en el mateix bacteri que el PvdQ l'any 2006. Aquest enzim és idèntic en un 21% al PvdQ i en un 23% a l'AiiD. Forma part també de la superfamília de les Ntn hidrolases. Es creu que està format per 4 pèptids: una seqüència senyal, dues subunitats (α i β) i un cadena que els separa.
Té preferència per la degradació d'AHLs amb cadenes llargues (més de sis carbonis) i no degrada molècules amb cadenes curtes.
A més a més d'aquests enzims s'han trobat altres que formen part de la mateixa superfamília, alguns dels que no se sap pràcticament res i un que va ser aïllat del ronyó de porc i que actua únicament sobre molècules d'AHL amb cadenes de 4 o 8 carbonis.
Tots aquests enzims catalitzen la següent reacció:
Les AHL-acilasa hidrolitzen irreversiblement l'enllaç amida entre la cadena acil i l'anell lactona de les molècules d'AHL.
Aquest procés separa l'anell lactona i l'àcid gras corresponent, els quals no mostren cap activitat residual de senyalització un cop separats.

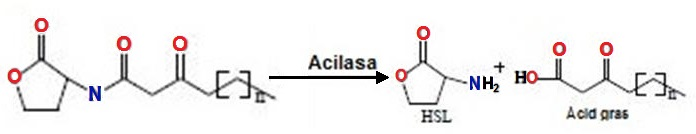
Reacció acilasa

### Paraoxonases
Les paraoxonases (PONs) (EC 3.1.1.81) (EC 3.1.8.1) (EC 3.1.1.2) són enzims que es troben en els mamífers i que catalitzen la hidròlisi i la destrucció d'ésters, lactones o organofosfats. Se situen en el mateix grup que les lactonases, ja que en el procés de QQ catalitzen la mateixa reacció, la destrucció dels anells de lactona. Els que tenen rellevància pel procés de QQ són el PON1, PON2 i PON3.
Els tres enzims són molt semblants pel que a la seva estructura. En els humans es troben codificats un al costat de l'altre en el braç llarg del cromosoma 7q21.3-22.1.
Els PONs depenen del calci i la seva activitat pot ser inhibida per l'EDTA.
Els PONs tenen molta importància pel que fa al metabolisme dels lípids i la detoxificació dels organofosfats. També es creu que tenen un paper molt important en la defensa contra les infeccions bacterianes, ja que són capaços de degradar les AHLs i inactivar el QS.

### Oxidoreductases
Hi ha pocs enzims identificats d'aquest grup.
La seva característica principal és el fet que no destrueixen les molècules d'AHL, sinó que modifiquen la seva estructura. Això provoca que les molècules modificades segueixin sent funcionals però que no siguin reconegudes correctament, ja que aquestes modificacions afecten a l'especificitat i al reconeixement del senyal del l'AHL, perturbant així l'activació del QS regulat per AHL particulars.
Aquest procés és ben il·lustrat per l'activitat oxidoreductasa del Burkholderia sp. strain GG4, un bacteri del qual s'ha descobert recentment la seqüència completa del seu genoma i que conté un enzim que catalitza la reducció d'un grup carbonil de la cadena de l'àcid gras a un grup hidroxil.
Aquesta reacció és una reacció d'oxidació-reducció i, per tant, requereix un cofactor, la nicotinamida adenina dinucleòtid fosfat en la seva forma reduïda (NADPH), que s'oxida per donar lloc a la NADP+.
La reacció de reducció no sempre té lloc al mateix carboni de la cadena, sinó que aquest canvia depenent de l'enzim que actuï. Alguns actuen sobre els carbonis ω-1, ω-2 i ω-3 de la cadena, mentre que d'altres ho fan sobre el carboni 3. Un exemple d'aquest últim cas seria la reducció del 3-oxo-C14-HSL per donar lloc al 3-hidroxi-C14-HSL.

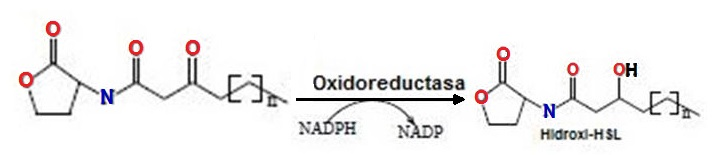
Reacció catalitzada per oxidoreductases

## Possibles aplicacions

### Quorum Quenchingi farmacologia
Els bacteris utilitzen la percepció de quòrum (QS) per regular la producció de factors de virulència, com per exemple toxines, proteases, etc. Els bacteris no actuen de manera aïllada sinó que necessiten la comunicació a través del llenguatge químic. Les molècules que intervenen en aquests processos són font d'informació sobre l'entorn per als patogens.
Aquest mecanisme de comunicació no només és possible entre organismes de la mateixa espècie, sinó que també es pot produir entre organismes d'espècies diferents.
S'ha pogut comprovar que els bacteris, mitjançant la percepció de quòrum, no tan sols poden sincronitzar els processos de colonització i invasió, sinó que també poden afeblir el sistema immunològic dels hostes.
Sabent això i tenint en compte que la resistència als antibiòtics per part dels bacteris és un fet cada vegada més creixent, aquest sistema de comunicació entre procariotes està al punt de mira dels investigadors que treballen en la cerca de cures a nombroses infeccions.
L'objectiu dels investigadors és trobar compostos capaços d'inhibir aquest fenomen de transmissió i, per tant, que actuin reduint la virulència dels patogens, sense produir resistències.
Els enzims QQ, com per exemple les lactonases, acilases i oxidoreductases, són bons candidats per dur a terme aquesta funció, ja que són capaços d'inhibir les molècules de senyalització sense afectar el mecanisme enzimàtic de la cèl·lula i, per tant, sense afavorir la pressió selectiva.
Aquests, combinats amb antibiòtics podrien ser un bon tractament contra infeccions que depenen de la percepció de quòrum. Tot i això, encara hi ha moltes coses a considerar abans d'utilitzar aquests enzims com a fàrmacs per erradicar infeccions (possibles efectes secundaris, el cost de síntesi...)

### Quorum Quenchingi contaminació o incrustació biològica
La incrustació biològica és el que coneixem com acumulació de microorganismes, plantes, algues i invertebrats sobre estructures molles. Aquest fenomen té gran impacte econòmic en la indústria pesquera, nàutica...
La incrustació d'éssers vius sobre vaixells, naus marítimes...sotmet a les empreses a grans costos extres relacionats amb l'augment del consum de combustible a conseqüència de l'augment de la força de fregament.
Fins ara s'utilitzaven productes amb gran impacte ambiental per combatre aquest fenomen, però l'any 2008 la utilització d'aquests va quedar prohibida.
Des de llavors s'ha intensificat la recerca d'agents capaços d'acabar o reduir aquest fet de manera innòcua per l'entorn. Un exemple d'aquests agents podrien ser els compostos de QQ (biotonicina i furanona) capaços d'inhibir les percepcions de quenching entre bacteris evitant en gran manera la seva incrustació sobre estructures.
Tenint en compte que els bacteris inicien la colonització de les superfícies donant peu a una colonització successiva per part de la resta d'éssers vius, reduint la colonització dels procariotes es redueix també la colonització d'individus més complexes.
El fenomen QQ també pot ser molt útil en el tractament d'aigües residuals.

### Quorum Quenchingi aqüicultura
L'ús abusiu d'antibiòtics en la indústria aqüicultora per eliminar patògens ha afavorit la prevalència de bacteris resistents a aquests fàrmacs.
Els compostos de QQ es poden utilitzar per controlar aquests patògens sense provocar resistències i, de fet, es coneixen determinats sistemes de control biològics relacionats amb aquests mateixos: existeixen organismes com algues, esponges, etc., capaços de produir QQ i així regular la presència de bacteris nocius.
S'ha comprovat que les AHLs es degraden molt més ràpidament en aigua de mar natural que en aigua de mar artificial. Aquest fet pot ser degut a l'absència d'organismes biocontroladors en aigües marines artificials.
Així doncs, mitjançant compostos artificials de QQ es podrien controlar de manera eficaç les ploriferacions de patògens en les piscifactories.

### Quorum Quenchingi agricultura
En agricultura també es produeixen enormes pèrdues econòmiques a causa de diferents bacteris fitopatògens. Els bactericides del mercat cada vegada són menys eficaços.
Els compostos de QQ també es poden utilitzar en aquest sector per atenuar el QS entre bacteris o desactivar les molècules de senyalització dels patògens.
S'han creat plantes transgèniques capaces de produir enzims QQ i s'ha comprovat que queden protegides contra molts procariotes.
Aquest és un dels exemples més clars de l'eficàcia d'aquests enzims contra les infeccions bacterianes.
Un dels perills d'aquesta pràctica, però, és que no tothom està d'acord amb l'ús de la biotecnologia per a crear éssers vius transgènics.
Una possible alternativa seria utilitzar bacteris QQ com a biocontroladors. Un exemple de bacteri controlador podria ser el bacteri Bacillus thuringiensis.